# Goodyera alveolata
Goodyera alveolata là một loài thực vật có hoa trong họ Lan. Loài này được Pradhan mô tả khoa học đầu tiên năm 1979.